# جيمس سميث ماكدونل
جيمس سميث ماكدونل (بالإنجليزية: James Smith McDonnell) هو مهندس فضاء جوي ومهندس وشخصية أعمال ورائد أعمال أمريكي، ولد في 9 أبريل 1899 في دنفر في الولايات المتحدة، وتوفي في 22 أغسطس 1980 في سانت لويس في الولايات المتحدة.

## وصلات خارجية
- جيمس سميث ماكدونل على موقع الموسوعة البريطانية (الإنجليزية)
- جيمس سميث ماكدونل على موقع الموسوعة البريطانية (الإنجليزية)
- جيمس سميث ماكدونل على موقع إن إن دي بي (الإنجليزية)